# RoboGeisha
RoboGeisha es una película japonesa del año 2009, dirigida por Noboru Iguchi y distribuida por Kadokawa Pictures en Japón, por Funimation Entertainment en Estados Unidos y Elephant Films en Francia. El género es de acción, terror, ciencia ficción, comedia negra y gore.
La película tiene un presupuesto aproximado de 250.000$.
La cinta fue presentada en la XX Semana de Cine Fantástico y de Terror de San Sebastián, para la clausura del dicho festival, presentada por su propio director.

## Argumento
Dos hermanas llamadas Yoshie y Kikue Kasuga, que son geishas, son abducidas por un fabricante de acero llamado Kageno, para intentar transformarlas en dos cualificadas cyborgs asesinas.
Los planes de la compañía de aceros de Kageno es destruir Japón con una poderosa bomba en el monte Fuji, para luego reconstruir el país a su imagen.
Yoshie es enviada a una misión para matar a un pequeño grupo de gente que vive cerca del edificio de acero de Kageno. Esta gente son los padres y otros familiares de otra mujer abducida por Kageno para transformarla en cyborg como a ella, y que simplemente quieren que su familiar vuelva con ellos. Yoshie comienza a cuestionarse la orden a la que ha sido encomendada y los deja vivir, escondiéndoles. Yoshie es castigada por no obedecer las órdenes, pero se le dará una nueva oportunidad.
En la siguiente misión, a Yoshie se la ordena matar a dos hermanos. Los hermanos conocen los planes malvados de Kageno, y pretenden llevar a cabo una misión suicida llevando consigo bombas. Yoshie evita la explosión de los hermanos, aunque pierde una pierna que luego se la es repuesta inmediatamente por Kageno.
Yoshie acaba descubriendo las intenciones de Kageno de destruir Japón con una gran bomba 17 veces superior a la bomba atómica. Yoshie intentará evitar que la super bomba explote, pero ahora tendrá como rival a otras robo-geishas, y a su propia hermana Kikue, que tiene lavado el cerebro.

## Reparto
- Aya Kiguchi como Yoshie Kasuga.
- Hitomi Hasebe como Kikue Kasuga.
- Takumi Saitō como Hikaru Kageno.
- Tarō Shigaki como Kenyama Kageno.
- Etsuko Ikuta como Kinu.
- Suzuki Matuso como Kenta Gotokuji.
- Naoto Takenaka como Rojin Kanai.
- Asami Kumakiri como Kotone.
- Shōko Nakahara como Hideko.
- Asami Sugiura como Onna Tengu 1.